# Михал Камбарев
Михал Григоров Камбарев е български предприемач и политик от „Продължаваме промяната“. Народен представител в XLVII народно събрание.

## Биография
Михал Камбарев е роден на 17 март 1989 г. в град Рудозем, Народна република България. До 7-и клас учи в родния си град. После се премества в Смолян, учи в Езиковата гимназия. Завършва специалност „Връзки с обществеността“ в Софийския университет, а след това със стипендия – интензивна бизнес програма в колежа „Бабсън“ в Бостън, САЩ. След завръщането си в България той се присъединява към Асоциацията на българските лидери и предприемачи.
На парламентарните избори през ноември 2021 г. като кандидат за народен представител е водач в листата на „Продължаваме промяната“ за 22 МИР Смолян, откъдето е избран.